# Jan Vitula
Jan Vitula (* 3. listopadu 1968 Brno) je český politik, v letech 2000 až 2004 a opět v letech 2012 až 2024 zastupitel Jihomoravského kraje (v letech 2016 až 2020 také náměstek hejtmana pro oblast regionálního rozvoje). Je také starostou města Židlochovice a byl místopředsedou TOP 09, ze strany byl v roce 2021 vyloučen.

## Život
Jan Vitula se narodil v Brně, ale vyrůstal ve Vojkovicích nad Svratkou. Je absolventem Agronomické fakulty Vysoké školy zemědělské v Brně, poté působil v bankovním sektoru a v oblasti poradenství.

### Starosta Židlochovic
V roce 1998 se stal místostarostou Židlochovic. V letech 2006–2008 byl starostou Židlochovic, v letech 2008–2014 opět místostarostou. Po komunálních volbách v roce 2014 byl podruhé zvolen starostou města.

### Ministerstvo školství
Na podzim 2007, po nástupu Ondřeje Lišky na ministerstvo školství, se Jan Vitula stal vrchním ředitelem Sekce řízení operačních programů EU.
Po nástupu ministra Josefa Dobeše (červenec 2010) byl z funkce odvolán, zejména za pomalé čerpání dotací. Ministr uvedl, že zásadní chyby měly operační programy EU peníze školám a také Vzdělávání pro konkurenceschopnost, jenž byl již řízen krizově. Jan Vitula přístup ministra Dobeše k čerpání evropských fondů veřejně kritizoval. Dobešův program s pracovním názvem "Okno", který měl do domácnosti šířit vzdělávací tiskoviny, nazval "čistým tunelem". „Takže do tisku přiteče půl miliardy korun za to, že roznáší letáky. Nemyslím si, že to jsou dobře vynaložené prostředky na vzdělávání,“ tvrdil Vitula.  Předpokládalo se, že s nástupem ministra Petra Fialy (do května 2012) by byl poradcem ministra.

### Ministerstvo práce a sociálních věcí
Na konci listopadu 2012 jej ministryně práce a sociálních věcí Ludmila Müllerová jmenovala svým prvním náměstkem. V březnu 2013 však bylo rozhodnuto, že Vitula ve funkci náměstka skončí a od dubna 2013 se stane ředitelem Fondu dalšího vzdělávání. Z této funkce jej 12. července 2013 odvolal ministr František Koníček dva dny po nástupu Rusnokovy vlády.

### Kvestor Masarykovy univerzity
Na podzim roku 2011 byl jmenován kvestorem Masarykovy univerzity a ve funkci vystřídal Ladislava Janíčka. Během svého krátkého působení na univerzitě upoutal pozornost restrukturalizací Ústavu výpočetní techniky, který byl v gesci kvestora. Takováto restrukturalizace byla označena některými dotčenými osobami za puč vzhledem ke způsobu realizace změn, kdy kvestor Vitula odvolal téměř 30 let působícího ředitele Václava Račanského a všechny jeho zástupce v rychlém sledu. Tato situace vyvolala řadu otevřených dopisů akademiků i zástupců spolupracujících firem. Rektor Mikuláš Bek tyto změny hájil se zdůvodněním, že ústav údajně netransparentně čerpal finance na výzkum z prostředků jednotlivých fakult univerzity, který nevykazoval. Nově pověřený ředitel měl tyto složky rozpočtu oddělit funkčně i organizačně.
Na funkci kvestora Jan Vitula rezignoval v březnu 2012 poté, co začal opět politicky působit.

### Politik Jihomoravského kraje
Jan Vitula začal působit v přímo voleném orgánu Jihomoravského kraje jako zastupitel v roce 2000. Během tohoto 4letého období byl předsedou finančního výboru. Podílel se na vzniku regionální inovační strategie.
V roku 2012 změnil politickou stranu a stal se lídrem kandidátky TOP 09 v nadcházejících volbách do zastupitelstva kraje, byl zvolen členem krajského zastupitelstva.
Od května 2013 působí v Radě pro fondy Společného strategického rámce, jenž řeší agendu kolem regionálních strukturálních fondů z Evropské unie. V obdobné funkci Jan Vitula působil již na ministerstvu školství.
V krajských volbách v roce 2016 byl z pozice člena TOP 09 lídrem kandidátky TOP 09 s podporou starostů a "Žít Brno" v Jihomoravském kraji a obhájil mandát zastupitele. Dne 16. listopadu 2016 se stal náměstkem hejtmana zodpovědným za oblast regionálního rozvoje v oblasti školství, vědy, výzkumu, inovací, marketingu a smart regionu.
V krajských volbách v roce 2020 byl v Jihomoravském kraji z pozice člena TOP 09 lídrem koalice „SPOLU PRO MORAVU“; tu tvořili TOP 09, Zelení, Moravské zemské hnutí, Idealisté.cz a LES. S tímto uskupením obhájil post krajského zastupitele. Nicméně v listopadu 2020 skončil ve funkci náměstka hejtmana.

### Místopředseda TOP 09 a konec ve straně
Na konci listopadu 2017 se stal místopředsedou TOP 09, ve druhém kole získal 100 hlasů (tj. 57 %). Na dalším sněmu v listopadu 2019 již funkci neobhajoval.
V komunálních volbách v roce 2018 obhájil jako člen TOP 09 post zastupitele města Židlochovice, a to z pozice lídra kandidátky subjektu "TOP 09 s podporou nezávislých". Na konci října 2018 byl opět zvolen starostou města.
Na konci ledna 2021 byl vyloučen z TOP 09. Důvodem mělo být upřednostňování vlastního prospěchu před stanovami strany, Vitula to však označil za osobní mstu.

### Po odchodu z TOP 09
V krajských volbách v roce 2024 kandidoval do Zastupitelstva Jihomoravského kraje z pozice nestraníka za hnutí SEN 21 jako lídr uskupení „Hlas Moravy“ (tj. Zelení, LES, hnutí SEN 21, hnutí Idealisté). Subjekt však získal pouze 1,84 % hlasů a nepodařilo se mu tak usednout v krajském zastupitelstvu.